# 12. Deutscher Bundestag
Der 12. Deutsche Bundestag bestand zwischen dem 20. Dezember 1990 und dem 10. November 1994. Insgesamt tagte der 12. Deutsche Bundestag in 243 Sitzungen, wobei die letzte Sitzung am 21. September 1994 stattfand. Der 12. Bundestag konstituierte sich durch die erste gesamtdeutsche Bundestagswahl 1990, die am 2. Dezember 1990 stattfand.
Alterspräsident war Willy Brandt von der SPD (Bundeskanzler a. D.). Am 17. Januar 1991 wählte der 12. Bundestag Helmut Kohl mit 378 Ja-Stimmen, 257 Nein-Stimmen und 9 Enthaltungen im ersten Wahlgang zum Bundeskanzler.

## Mitglieder des Bundestages
Der 12. Bundestag hatte zu Beginn und am Ende der Legislaturperiode insgesamt 662 Abgeordnete. Den höchsten Sitzanteil hatte die CDU/CSU mit 319 Sitzen (am Ende 317), worauf SPD mit 239 Sitzen folgte. Zudem waren im 12. Bundestag noch das Bündnis 90 mit 8 Sitzen (am Ende 7), die FDP mit 79 Sitzen (am Ende 78) und die PDS mit 17 Sitzen (am Ende 15) vertreten. Durch Austritte von Abgeordneten gab es zeitweise sechs fraktionslose Abgeordnete.

## Präsidium des Bundestages
Rita Süssmuth wurde in der ersten Sitzung mit 525 Stimmen Ja-Stimmen, 81 Nein-Stimmen und 44 Enthaltungen zur Bundestagspräsidentin gewählt. Als Vizepräsidenten fungierten Hans Klein (CDU/CSU), Renate Schmidt (SPD), Helmuth Becker (SPD) und Dieter-Julius Cronenberg (FDP).

## Arbeit

### Gesetze
Insgesamt kam es zur Einbringung von 800 Gesetzesinitiativen in den Bundestag, wovon sich 407 auf Regierungsvorlagen, 96 auf Initiativen des Bundesrates und 297 auf Initiativen des Bundestages verteilen. Insgesamt wurden 507 Gesetze während der 12. Legislaturperiode vom Bundestag verabschiedet und 493 Gesetze verkündet.

### Ausschüsse
Der 12. Bundestag hatte 23 (Ende: 25) Ausschüsse. Insgesamt tagten diese in 2589 Sitzungen, davon waren 2090 Ausschusssitzungen und 499 Unterausschusssitzungen.

## Parlamentarische Kontrolle

### Anfragen, Aktuelle Stunden und Befragungen
Insgesamt kam es während des 12. Bundestag zu 98 großen Anfragen und 1382 kleinen Anfragen.

### Untersuchungsausschüsse
Während der Legislaturperiode des 12. Bundestages kam es zu drei Untersuchungsausschüssen.

#### 1. Untersuchungsausschuss
Am 6. Juni 1991 wurde der 1. Untersuchungsausschuss eingesetzt, der auch als „Kommerzielle Koordinierungs (KoKo)-“ oder „Alexander Schalck-Golodkowski-Untersuchungsausschuss“ bezeichnet wird. Zwischen dem 7. Juni 1991 und dem 18. Mai 1994 fanden 183 Sitzungen statt.

#### 2. Untersuchungsausschuss
Am 30. September 1993 wurde der 2. Untersuchungsausschuss eingesetzt, der auch als „Treuhandanstalt-Untersuchungsausschuss“ bezeichnet wird. Zwischen dem 30. September 1993 und dem 18. Mai 1994 fanden 54 Sitzungen statt.

#### 3. Untersuchungsausschuss
Am 29. Oktober 1993 wurde der 3. Untersuchungsausschuss eingesetzt, der auch als „HIV-Infektionen durch Blut und Blutprodukte-Untersuchungsausschuss“ bezeichnet wird. Zwischen dem 29. Oktober 1993 und dem 21. Oktober 1994 fanden 46 Sitzungen statt.

## Tagungsorte
Die konstituierende Sitzung des Bundestags am 20. Dezember 1990 fand im Reichstagsgebäude in Berlin statt, ebenso die Sitzung am 20. Mai 1992. Ansonsten tagte er bis zum 29. Oktober 1992 wie die beiden vorhergehenden Bundestage in Bonn im Ersatzplenarsaal Altes Wasserwerk, das als Ausweichquartier bis zur Fertigstellung eines neuen Plenarsaals des benachbarten Bundeshauses diente. In diesem kam er erstmals am 4. November 1992 zusammen, musste aber bereits im Verlauf der Sitzung am 24. November 1992 aufgrund von technischen Problemen mit der Akustik wieder ins Alte Wasserwerk wechseln. Dort fanden anschließend erneut die Sitzungen des Bundestags bis zum 10. September 1993 statt; der neue Plenarsaal konnte dann regulär ab der Sitzung am 22. September 1993 (bis zum Umzug des Bundestags nach Berlin im Sommer 1999) genutzt werden. Am 30. Juni 1994 sowie zur gemeinsamen Sitzung mit dem Bundesrat zur Vereidigung des Bundespräsidenten Roman Herzog am 1. Juli 1994 kam der Bundestag noch einmal im Berliner Reichstagsgebäude zusammen.

## Sondersitzungen
Während der 12. Wahlperiode kam es auf zu sechs Sondersitzungen, dabei handelte es sich um die 2. Sitzung am 14. Januar 1991, die 87. Sitzung am 2. April 1992, die 101. Sitzung am 22. Juli 1992, die 170. Sitzung am 12. Juli 1993, die 240. Sitzung am 22. Juli 1994 und die 243. Sitzung am 21. September 1994.